# Bitwa o Australię (termin)

Australijski plakat propagandowy z 1942 roku przedstawiający zagrożenie japońską inwazją. Plakat został skrytykowany za sianie paniki i rząd stanu Queensland zakazał jego wydawania

Bitwa o Australię (ang. Battle for Australia) – kwestionowany termin historiograficzny odwołujący się do serii bitew toczonych w pobliżu Australii w trakcie wojny na Pacyfiku, która miała miejsce podczas II wojny światowej. Od 2008 roku bitwy te upamiętniane są co roku w trakcie obchodzonego Dnia Bitwy o Australię (ang. Battle for Australia Day), który przypada w każdą pierwszą środę września.

## Geneza terminu
Wyrażenie bitwa o Australię zostało użyte kilka razy podczas II wojny światowej. W szczególności do tego terminu odwoływał się premier Australii John Curtin, który pierwszy raz użył go w trakcie przemówienia do narodu w dniu 16 lutego 1942 roku po przegranej bitwie o Singapur. Mówił on, że upadek Singapuru rozpoczął bitwę o Australię. Jednocześnie wypowiedź Johna Curtina była nawiązaniem do słów Winstona Churchilla, że upadek Francji rozpoczął bitwę o Anglię. W pierwotnej wersji termin bitwa o Australię zapisywany był w języku angielskim jako Battle of Australia. W 1944 roku Departament ds. Informacji wprowadził drobną zmianę i przyjęta została forma zapisu Battle for Australia. Współcześnie termin został utrwalony w latach 90. XX wieku przez grupę weteranów w obawie przed utratą pamięci o ofiarach z tamtego okresu. Propagowany jest przez organizację Returned and Services League of Australia w celu upamiętnienia poległych osób oraz przez The Battle for Australia Commemoration National Council (pol. Narodowa Rada Pamięci Bitwy o Australię) powołaną 14 sierpnia 1998 roku.

## Znaczenie terminu: czas i przestrzeń geograficzna
Termin bitwa o Australię obejmuje nie do końca sprecyzowany przedział czasowy. Pierwszy przedział to lata 1942–1943, w których rząd australijski zmobilizował siły zbrojne kraju do obrony przed spodziewaną japońską inwazją na Australię. Za tym okresem przemawiał James Bowen, odnosząc się do niego w swoich oficjalnych przemówieniach w 2008 roku. Natomiast drugi przedział czasowy obejmuje okres 1942–1945, od klęski w bitwie o Singapur aż do ostatecznej kapitulacji Japonii w II wojnie światowej. Za tym okresem opowiada się The Battle for Australia Commemoration National Council. Drugim problemem związanym z terminem jest jego lokalizacja pod względem geograficznym. James Bowen wyjaśnia, że początkowo termin miał się ograniczać do kilku wydarzeń: bitwy na Morzu Koralowym, kampanii na szlaku Kokoda, bitwy w zatoce Milne oraz bitwy o Buna–Gona. Jednak dyskusje prowadzone z profesorem Davidem Hornerem spowodowały rozszerzenie tego terminu pod względem geograficznym. Obecnie termin bitwa o Australię nie reprezentuje konkretnej przestrzeni geograficznej w wyobrażeniu narodowym.

## Kwestionowanie terminu
Termin bitwa o Australię jest kwestionowany ze względu na to, że działania wojenne prowadzone na Pacyfiku nie były bezpośrednio skierowane przeciwko Australii. Odniesienie terminu do poszczególnych bitew prowadzonych w trakcie kampanii na Pacyfiku jest mylące i historycznie nieuzasadnione. Peter Stanley na podstawie badań historycznych stwierdził, że Japonia nigdy nie opracowywała szczegółowych planów inwazyjnych na Australię. Choć przez kilka miesięcy w 1942 roku australijski wywiad donosił o możliwości ataku Japonii. Rząd australijski uznał ryzyko japońskiej inwazji za realne i podjął działania mobilizujące swoje siły zbrojne w połowie roku 1942, w szczególności po bitwach morskich na Morzu Koralowym (7–8 maja) i o atol Midway (4–7 czerwca). Jednocześnie w tamtym czasie istniały wystarczające dowody na to, że inwazja ze strony japońskiej jest mało prawdopodobna.

## Upamiętnienie

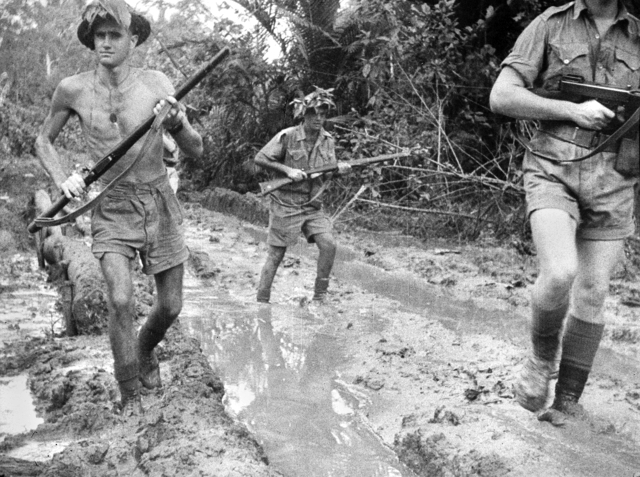
Australijscy żołnierze w trakcie bitwy w zatoce Milne w 1942 roku

Dzień Bitwy o Australię (ang. Battle for Australia Day) obchodzony jest od 2008 roku, ustanowiony został przez ministra Departamentu ds. Weteranów (ang. Department of Veterans' Affairs) Alana Griffina w dniu 26 czerwca 2008 roku. Kampania o upamiętnienie bitew z lat 1942–1943 rozpoczęła się dekadę wcześniej i była prowadzona przez organizacje Returned and Services League of Australia (wspiera osoby, które służyły w Australijskich Siłach Zbrojnych) oraz The Battle for Australia Commemoration National Council. Dzień Bitwy o Australię obchodzony jest co roku w każdą pierwszą środę września w nawiązaniu do pierwszej japońskiej porażki w trakcie bitwy w zatoce Milne. W tym dniu upamiętnia się wszystkie osoby, które służyły i zginęły w obronie Australii w latach 1942–1945 podczas m.in.: bitwy na Morzu Koralowym, kampanii na szlaku Kokoda, bombardowania Darwin i ataku na port w Sydney. Dzień Bitwy o Australię nie jest dniem ustawowo wolnym od pracy.
W związku z nieprecyzyjnym znaczeniem terminu pod względem czasowym i geograficznym, trudno było wybrać konkretny dzień, w którym upamiętniane byłyby ofiary bitwy o Australię. Proponowane terminy początkowo były związane z bitwą na Morzu Koralowym, wówczas święto obchodzone byłoby w dniach pomiędzy 4 a 8 maja. Następnie zaproponowano 15 sierpnia, kiedy japońska armia ogłosiła swoją kapitulację i tym samym zakończyła się wojna na Pacyfiku. Następne dwie proponowane daty związane były z bombardowaniem Darwin (19 lutego) oraz z kampanią na szlaku Kokoda. W tym drugim przypadku nie pojawiła się konkretna data obchodów dla Dnia Bitwy o Australię.